# Gens Sextilia
Die gens Sextilia (Gentilname Sextilius, Plural Sextilii, deutsch Sextilier) war ein plebejisches Geschlecht (gens) im antiken Römischen Reich.
Ein Angehöriger der Familie, Gaius Sextilius, taucht zum ersten Mal im 4. Jahrhundert v. Chr. als Konsulartribun in den Quellen auf, wobei die Überlieferungen aus diesen frühen Jahrhunderten Roms eher sagenhaft sind. Später tauchen Sextilier an verschiedenen Stellen auf, vor allem im 1. Jahrhundert v. Chr. und im 1. Jahrhundert n. Chr.
Angehörige der Familie waren unter anderen:
- Gaius Sextilius, Konsulartribun 379 v. Chr.
- Lucius Sextilius, triumvir nocturnus im 3. Jahrhundert v. Chr.
- Publius Sextilius, Prätor und Verwalter Africas Anfang des 1. Jahrhunderts v. Chr.
- Gaius Sextilius Rufus, Quästor in Zypern 47 v. Chr.
- Sextilius (Legat), Legat des Lucius Licinius Lucullus im Krieg gegen die Armenier, 1. Jahrhundert v. Chr.
- Sextilia, Mutter des Kaisers Vitellius, 1. Jahrhundert n. Chr.
- Sextilius Ena, Dichter im 1. Jahrhundert n. Chr.
- Publius Sextilius Felix, römischer Ritter im 1. Jahrhundert n. Chr.